# Diopatra oligopectinata
Diopatra oligopectinata är en ringmaskart som beskrevs av Paxton 1993. Diopatra oligopectinata ingår i släktet Diopatra och familjen Onuphidae. Inga underarter finns listade i Catalogue of Life.